# Deifontes
Deifontes es una localidad y municipio español situado en la parte meridional de la comarca de Los Montes, en la provincia de Granada, comunidad autónoma de Andalucía. Cuenta con una población de 2622 habitantes (INE 2024) y limita con los municipios de Iznalloz, Cogollos Vega y Albolote.

## Toponimia
Mientras que unos autores proponen que el nombre de esta localidad procede del latín "Dei fontes", que significa «Fuentes de Dios" otros sugieren que procedería de Dar al-Funt un híbrido formado por la palabra de origen árabe dar con el significado de 'casa' y de la latina funt con el significado de 'fuente', o sea 'casa de la fuente'.
En los documentos fechados en años posteriores a la Reconquista, así como en el siglo XVIII, la localidad se nombra como Yfontes y Ayfontes. Ifontes es también la contracción de Deifontes, popularmente utilizada por los propios lugareños y vecinos de pueblos cercanos.

## Geografía
Deifontes goza de una situación privilegiada en cuanto al entorno natural que lo rodea, donde el agua juega un papel destacado, tanto por el Nacimiento, que es un importante manantial del municipio, como por el propio río Cubillas (uno de los principales afluentes del Genil) que cruza el término municipal, constituyendo el primer suministro de agua al conocido embalse del mismo nombre, muy próximo a Deifontes.
Ubicación
| Noroeste: Albolote                 | Norte: Iznalloz    | Noreste: Iznalloz      |
| Oeste: Albolote                    | Puntos cardinales  | Este: Iznalloz         |
| Suroeste: Albolote y Cogollos Vega | Sur: Cogollos Vega | Sureste: Cogollos Vega |

## Demografía
Deifontes cuenta con una población de 2622 habitantes (INE 2024).
| Gráfica de evolución demográfica de Deifontes entre 1857 y 2021 |
| |
| Población de derecho según los censos de población del INE Población de hecho según los censos de población del INEEn 1857 aparece este municipio porque se segrega del municipio Iznalloz con el nombre de "Daifontes" |

## Economía

### Evolución de la deuda viva municipal
| Gráfica de evolución de Deuda viva del Ayuntamiento de Deifontes entre 2008 y 2019                                |
| |
| Deuda viva del Ayuntamiento de Deifontes en miles de Euros según datos del Ministerio de Hacienda y Ad. Públicas. |

## Administración y política
Los resultados en Deifontes de las elecciones municipales celebradas en mayo de 2019 son:
| Elecciones Municipales - Deifontes (2015) | Elecciones Municipales - Deifontes (2015)      | Elecciones Municipales - Deifontes (2015) | Elecciones Municipales - Deifontes (2015) | Elecciones Municipales - Deifontes (2015) |
| Partido político                          | Partido político                               | Votos                                     | Votos                                     | Concejales                                |
| ----------------------------------------- | ---------------------------------------------- | ----------------------------------------- | ----------------------------------------- | ----------------------------------------- |
|                                           | Izquierda Unida - Deifontes para la Gente (PG) | 1049                                      | 68,12 %                                   | 9                                         |
|                                           | Partido Socialista Obrero Español (PSOE)       | 218                                       | 14,16 %                                   | 1                                         |
|                                           | Partido Popular (PP)                           | 181                                       | 11,71 %                                   | 1                                         |
|                                           | Ciudadanos (Cs)                                | 87                                        | 5,65 %                                    | 0                                         |

## Hermanamiento
- Vidauban, Francia[6]